# Cellaria harmelini
Cellaria harmelini är en mossdjursart som beskrevs av Jean-Loup d'Hondt 1973. Cellaria harmelini ingår i släktet Cellaria och familjen Cellariidae. Utöver nominatformen finns också underarten C. h. tenuis.